# Benzocicloepteno
|               |  |               |
| Amitriptilina |  | Nortriptilina |

Benzocicloeptenos são cicloeptenos com anéis benzeno adjuntos adicionais. A maioria tem dois anéis benzeno, e são chamados "dibenzocicloeptenos".
Alguns benzocicloeptenos e benzocicloeptenos substituídos tem uso médico como anti-histamínicos, anticolinérgicos, antidepressivos, anti-serotonérgicos.
Exemplos incluem:
- Anti-histamínicos e anti-serotonérgicos
  - Azatadina
  - Desloratadina
  - Loratadina
  - Rupatadina
  - Ciproeptadina
  - Cetotifeno
  - Pizotifeno

- Anticolinérgicos
  - Deptropina

- Anticonvulsivantes
  - Oxitriptilina

- Antidepressivos e Anticolinérgicos
  - Amineptina
  - Amitriptilina
  - Nortriptilina
  - Noxiptilina
  - Octriptilina
  - Protriptilina

- Vários
  - Ciclobenzaprina
  - Intriptilina

- Investiga-se provável propriedade (anti-inflamatória) de antagosnista do receptor do tipo Toll 4 de diversos moléculas baseadas em antidepressivo tricíclico.